# 鎖相迴路範圍
hold-in範圍、捕獲範圍（pull-in range，也稱為識別範圍，acquisition range）及鎖定範圍（lock-in range）是鎖相迴路電路有關其頻率偏差範圍的相關參數，是在不同條件下電路可以鎖定外來訊號的資訊。

## 歷史
在1996年锁相环的參考書中，會介紹像hold-in、pull-in、lock-in等锁相环可以鎖定的頻率範圍，以及其他锁相环相關的頻率範圍。這些參數廣為在相關產業使用（例如當代的工業文獻以及其他的出版物）。在工程文獻中只會對這些參數給予不嚴謹的定義。
這樣的情形多年之後，在有關同步以及通訊的教科書已有共識，在使用這些參數前小心的提供其定義。之後就出現了嚴謹的數學定義。

### 加德納有關鎖定範圍定義的問題
佛洛依德·加德納在其著名著作Phaselock Techniques的第一版，有提到鎖定（lock-in）頻率的概念「假如，因為一些原因，輸入和VCO的頻率差小於迴路頻寬，迴路會幾乎瞬間鎖定，不會脫步（slipping cycle）。可以快速識別頻率的最大頻率差稱為鎖定頻率」。其中有關鎖定頻率以及對應鎖定頻率的定義非常流行，出現在許多的工程文獻上。不過因為在初始狀態時，可能完全沒有頻率差，因此鎖相迴路一開始運作，在識別頻率的過程其實就脫步了。因此在迴路是否脫步的分析中，鎖相迴路的初始狀態就非常重要了。Gardner有關鎖定頻率的概念不太嚴謹，仍需要澄清。
加德納在該書的第二版中有提到：「沒有一個自然的方式可以精確定義唯一的鎖定頻率」，另外也提到：「雖然在本質上很含糊，但鎖定範圍是很有用的概念。」。

## 定義
- {\displaystyle \theta _{\Delta }(t)=\theta _{\text{ref}}(t)-\theta _{\text{VCO}}(t)}，是輸入（參考）信號和振盪器（VCO, NCO）信號的相位差。
- {\displaystyle \theta _{\Delta }(0)}，是輸入信號和VCO信號的初始相位差
- {\displaystyle \omega _{\Delta }(t)={\dot {\theta }}_{\text{ref}}(t)-{\dot {\theta }}_{\text{VCO}}(t)}，是輸入信號和VCO信號的頻率差。
- {\displaystyle \omega _{\Delta }^{\text{free}}=\omega _{\text{ref}}-\omega _{\text{VCO}}^{\text{free}}}是輸入信號頻率和VCO游走頻率（free running frequency）信號的差值。

一般而言，{\displaystyle \omega _{\Delta }^{\text{free}}\neq \omega _{\Delta }(0)}，因為 {\displaystyle \omega _{\Delta }(0)}會依VCO的初始輸入而定。

### 鎖定狀態
鎖定狀態的定義
在鎖定狀態（locked state）中
1. 相位誤差擾動很小，頻率誤差很小。
2. 在小幅的相位擾動以及濾波狀態後，PLL可以回到鎖定狀態。

### Hold-in範圍
Hold-in範圍的定義

Hold-in範圍的說明。VCO的游走頻率固定，讓輸入信號頻緩慢變化。當ω在hold-in範圍內，VCO頻率可以校準到對應的數值，稱為追蹤（tracking）。若在hold-in範圍外，VCO無法鎖定輸入信號

在可達到鎖定狀態的情形下，頻率偏差{\displaystyle 0\leq \left|\omega _{\Delta }^{\text{free}}\right|\leq \omega _{h}}的最大值稱為hold-in範圍，而{\displaystyle \omega _{h}}稱為hold-in頻率。

若鎖相環在濾波器狀態、VCO和輸入信號頻率和相位的小擾動後，重新進入鎖定狀態，此時的頻率偏差屬於鎖定狀態。此效果稱為穩態穩定性。此外，針對hold-in範圍內的頻率偏差，輸入頻率若小幅改變，鎖相迴路可以重新達到新的鎖定狀態（追蹤過程）。

### 捕獲範圍
捕獲範圍（Pull-in range）也稱為是識別範圍（acquisition range）、捕捉範圍（capture range）。
假設鎖相迴路的電源一開始關閉，在{\displaystyle t=0}時開啟。假設初始的頻率差夠大，迴路在一個周期內無法鎖定，但VCO頻率會慢慢的朝向參考頻率移動（識別過程）。此效果稱為暫態穩定性。捕獲範圍（Pull-in range）用來說明識別過程可以穩定的頻率偏差範圍（在Gardner (1966，第40頁)和Best (2007，第61頁)中有說明）。

捕獲範圍定義
捕獲範圍是在任意相位、初始頻率以及濾波器狀態下，讓PLL可以鎖相捕獲的最大頻率偏差範圍{\displaystyle 0\leq \left|\omega _{\Delta }^{\text{free}}\right|\leq \omega _{p}}的值，而{\displaystyle \omega _{p}}稱為捕獲頻率（pull-in frequency）。

捕獲範圍的可靠數值分析很困難，因為在電路中存在隱藏吸引子。

### 鎖定範圍
假設PLL一開始已鎖定，參考頻率{\displaystyle \omega _{1}}突然劇烈變化（步階變化）。鎖定範圍（Pull-in range）可以保證在一段時間（可能是很長的一段時間）之內，PLL最後會同步。這種長的的識別過程稱為脫步（cycle slipping）。

若初始和最後的相位偏差大於{\displaystyle 2\pi }，就有脫步（cycle slipping）的情形。
{\displaystyle \exists t>T_{\text{lock}}:\left|\theta _{\Delta }(0)-\theta _{\Delta }(t)\right|\geq 2\pi .}

不過，有時也會考慮偏差的限制，以及偏差的最大值

鎖定範圍的定義
若鎖相迴路已在鎖定狀態，在鎖定範圍（lock-in range）內的突然變化
{\displaystyle \omega _{\Delta }^{\text{free}}}（{\displaystyle \left|\omega _{\Delta }^{\text{free}}\right|\leq \omega _{\ell }}）,鎖相迴路可以在沒有脫步的情形下鎖定。{\displaystyle \omega _{\ell }}稱為鎖定頻率（lock-in frequency）